# Respiración diafragmática

Animación de respiracion diafragmática, con el diafragma en sí sombreado de verde.

La respiración diafragmática, respiración abdominal o respiración profunda se refiere a respirar contrayendo el diafragma, un músculo localizado horizontalmente entre las cavidades torácicas y abdominales, en lugar de la caja torácica. Intuitivamente, durante este tipo de respiración el abdomen es el que se expande en lugar del pecho. Se la conoce científicamente como eupnea, una forma natural de respiración relajada y para un entorno no demandante físicamente que muestran la mayoría de los mamíferos.
Los ejercicios de respiración profundo son habituales en oriente desde la antigüedad, artes marciales tradicionales como el taichí y técnicas de meditación como el yoga utilizan ejercicios respiratorios en sus prácticas. Su utilidad en la medicina no está clara debido a la falta y mala calidad de los estudios, sin embargo, hay cierta evidencia que sugiere que puede ser un método de tratamiento factible y práctico para varios trastornos como enfermedad pulmonar obstructiva crónica, asma, estrés, trastornos alimentarios, estreñimiento funcional crónico, hipertensión, migraña y ansiedad; y podría mejorar la calidad de vida de los pacientes con cáncer, enfermedad por reflujo gastroesofágico e insuficiencia cardíaca.

## Historia
En Europa, alrededor del siglo IV a. C., la escuela Hipocrática consideraba que la respiración era una parte importante de la vida, sin embargo, los estudiosos de Europa estaban más interesados en los aspectos anatómicos y fisiológicos de la respiración. En algunas países orientales, existía la noción de que el método de respiración tiene un impacto significativo en la salud, las inscripciones en ruinas antiguas sugieren que las personas consideraron hace mucho tiempo que el método de respiración tenía un efecto especial en la salud humana.
El yoga un conjunto prácticas físicas, mentales y espirituales que se originaron en la antigua India alrededor de los siglos VI y V a. C., los métodos de respiración eran un tema clave y se consideraban importantes para la estabilidad mental y física. Pranayama palabra sánscrita que se traduce como “control de la respiración” es una forma típica de respirar en Yoga.
Varios investigadores han descrito que Buda personaje en cuyas enseñanzas se fundó el budismo, se centró en la respiración durante la meditación y, por lo tanto, recomendó una inhalación abdominal profunda y una exhalación lenta con cierta resistencia oral. El texto budista Anapanasati Sutta, describió más detalles de anapanasati o la técnica de respiración de Buda durante la meditación, que consistía en una respiración abdominal profunda y una exhalación lenta, a veces contando. Durante el budismo medieval, en el budismo zen las prácticas de meditación se enfocaron en el zazen y en la forma de respirar, además se describieron doce técnicas de la respiración descritas en las obras "Tendai-shoshikan" y "Makashikan" 
En Japón durante la era Edo se promociono la respiración zen principalmente por los filósofos Ekiken Kaibara y Hakuin Ekaku estos enfatizaron en los efectos de la respiración sobre la salud. Las obras “Yojokun”, escrita por Kaibara en 1712 y “Yasenkanna” de Hakuin escrita en 1757, se imprimieron en xilografía muchas veces y se vendieron bastante bien y en ellas se promovieron ampliamente entre los ciudadanos mejores hábitos alimenticios y formas de respirar como una forma de mantener su salud para vivir una vida larga. En particular, “Yasenkanna” enfatizaba la respiración tándem, una respiración abdominal profunda y las doce formas de respirar del zen. Según la descripción del texto, el propio Hakuin recuperó su salud física adoptando tales métodos de respiración.
En la práctica clínica moderna se despertó un interés en la respiración y la meditación zen, así como en los efectos prácticos de la respiración del yoga (que se considera el origen de la respiración zen) estas técnicas se han evaluado utilizando métodos modernos. Aunque la evidencia actual no es del todo clara en cuanto a los beneficios de los ejercicios respiratorios, hay algunos estudios que sugieren que pueden servir para tratar ciertos trastornos

## Funcionamiento
La respiración normal es relativamente superficial y no utiliza toda la capacidad de los pulmones. La respiración diafragmática es un ejercicio de respiración profunda que involucra completamente el diafragma y aumenta la eficiencia de los pulmones. El diafragma es un músculo grande que se encuentra en la base de los pulmones. Cuando una persona inhala, su diafragma se contrae y se mueve hacia abajo, creando espacio para que los pulmones se expandan y se llenen de aire. Cuando una persona exhala, el diafragma se relaja y se mueve hacia arriba, lo que ayuda a sacar el aire de los pulmones.
La respiración diafragmática, o respiración abdominal, implica involucrar completamente el estómago, los músculos abdominales y el diafragma al respirar. Esto significa tirar activamente del diafragma hacia abajo con cada inspiración. De esta manera, la respiración diafragmática ayuda a que los pulmones se llenen de manera más eficiente.
El National Center for Complementary and Integrative Health describe la respiración diafragmática como "inhalaciones lentas y profundas a través de la nariz, usualmente contando hasta 10, seguidas por exhalaciones lentas y completas a un conteo similar", y la considera una forma de terapia a realizar de cinco a diez veces al día. Se estima que el 12,7% de los adultos en Estados Unidos han usado este ejercicio por motivos de salud.
Hay una gran variedad de formas como se puede realizar la respiración diafragmática, la forma básica:
- Acostado sobre una superficie plana con una almohada debajo de la cabeza y almohadas debajo de las rodillas.
- Colocar una mano en el medio de la parte superior del pecho y la otra mano sobre el estómago, justo debajo de la caja torácica pero arriba del diafragma.
- Inhalar lentamente por la nariz, arrastrando la respiración hacia el estómago. El estómago debe empujar hacia arriba contra la mano, mientras que el pecho permanece inmóvil.
- Exhalar por la boca con los labios fruncidos apretando sin forzar los músculos abdominales y dejar que el estómago caiga hacia abajo mientras exhala. Nuevamente, el pecho debe permanecer quieto.

Las personas deben practicar este ejercicio de respiración durante 5 a 10 minutos a la vez, alrededor de tres o cuatro veces al día. Una vez que una persona se siente cómoda con la respiración diafragmática, puede comenzar a practicar el ejercicio mientras está sentada o de pie. Al practicar la respiración diafragmática en estas posiciones, es importante mantener relajados los hombros, la cabeza y el cuello.

## Evidencia
La respiración diafragmática podría proporcionar una forma de combatir el estrés elevado, pero aún no se ha demostrado una evidencia clara. La Organización Mundial de la Salud afirma: "Deben mantener un enfoque tranquilo, cuando sea posible, eliminar las fuentes de ansiedad y entrenar las respiraciones (es decir, alentar la respiración normal, no más profunda ni más rápida de lo habitual)".
Aunque la evidencia actual sobre los efectos de la respiración diafragamática en la salud se está acumulando, se deben considerar varias limitaciones para determinar su eficacia en la medicina, en primer lugar la técnica de respiración entre los estudios no se ha estandarizado, los tiempos de fase inspiratorios y espiratorios son variables, y los practicantes realizaron los ejercicios en varias posturas. En segundo lugar, el efecto de los ejercicios puede diferir según la gravedad de las enfermedades. En tercer lugar, se observó una considerable heterogeneidad entre los estudios, como las características de los sujetos del estudio, la frecuencia de intervención y los controles. A pesar de estas limitaciones, la respiración diafragmática tiene el potencial de mejorar varios tipos de enfermedades.
Según la universidad de Texas, la respiración diafragmática permite a uno realizar respiraciones maximizando la cantidad de oxígeno que llega al torrente sanguíneo. Es una manera de interrumpir la respuesta de lucha o huida y desencandenar la respuesta de relajación del cuerpo
Un estudio 2017 señala que la respiración diafragmática reduce los niveles de la hormona del estrés cortisol en el cuerpo. Debido a esto, puede ayudar a aliviar los síntomas de estrés y ansiedad. El uso de ejercicios de respiración profunda en personas con enfermedad pulmonar obstructiva crónica puede ayudar a aliviar síntomas como la dificultad para respirar y la fatiga.
Una revisión de 2013 de tres ensayos controlados aleatorios investigó los efectos de la respiración diafragmática en la calidad de vida entre las personas con asma. Encontró evidencia moderada de mejoras a corto y largo plazo en la calidad de vida después de los ejercicios de respiración diafragmática. Un ensayo controlado aleatorio de 2010 demostró que la respiración lenta puede modular la experiencia de estímulos dolorosos y afecto negativo.

## Usos
La respiración diafragmática, ya sea tradicionalmente o basado en algunas evidencias científicas, es prácticada para mejorar múltiples parámetros del organismo, entre ellos la función pulmonar, el rendimiento cardiorrespiratorio, la longitud del músculo respiratorio y la fuerza muscular respiratoria. Específicamente, es un ejercicio apto para pacientes de asma, enfermedad pulmonar obstructiva crónica y tórax en embudo.
Los ejercicios de respiración profunda a veces se usan como una forma de relajación, que, cuando se practica regularmente, puede conducir al alivio o la prevención de los síntomas comúnmente asociados con el estrés, que pueden incluir presión arterial alta, dolores de cabeza, afecciones estomacales, depresión, ansiedad y otros.

### En el yoga y la meditación
La respiración diafragmática es vital en artes como el yoga (sobre todo hatha yoga), el taichí y la mayoría de formas de meditación. En el yoga está asociada con la práctica del control respiratorio o pranayama. Otras técnicas de respiración en el yoga son la respiración Ujjayi, un método de respiración diafragmática que se conoce mejor como “sonido del océano”, así como en el Kapalabhati "respiración de fuego" que implica exhalaciones cortas y fuertes seguidas de inhalación automática. En las prácticas de meditación  del budismo zen se centran en la noción de que la mente y la respiración están estrechamente relacionadas, contar las respiraciones es una forma efectiva de alejar la mente de los pensamientos errantes durante la meditación.

### En la música
La respiración diafragmática es una parte esencial del canto. Mejorar la técnica de respiración le permite a un cantante tener más control sobre su voz, lo que le permitirá interpretar una gama más amplia de notas, y tocar tonos y semitonos con precisión, también permitirá una resistencia al canto sostenida y la capacidad de ejecutar técnicas avanzadas como vibratos y trémolos. Esta clase de respiración también permite a los músicos de viento maximizar la entrada de aire, minimizando de este modo el número de inhalaciones requeridas.

## Contraindicaciones
Los ejercicios de respiración profunda son de muy bajo riesgo, aunque a veces  pueden provocar mareos, esto se debe a que se está poniendo más oxígeno en el cuerpo de lo que generalmente se usa, y se reduce los niveles de dióxido de carbono. Algunos posibles efectos secundarios de la práctica de la respiración diafragmática pueden incluir somnolencia, mareo, hormigueo en las manos, pies, o cara o una sensación de conciencia alterada. Respirar demasiado, con demasiada frecuencia o demasiado rápido, puede causar hiperventilación, hiperventilar puede provocar mareo o sensaciones de hormigueo, además puede conducir a un estado llamado hipoxia, bajos niveles de oxígeno en las células y tejidos lo que puede provocar fatiga.
La respiración diafragmática no siempre es útil como tratamiento independiente, y en realidad podría empeorar los síntomas de ansiedad si una persona siente que el tratamiento no funciona. Las personas que tienen un trastorno de ansiedad generalizada o condiciones de salud mental similares, que son trastornos que pueden durar varios meses o años, y generan numerosas preocupaciones que suelen ser difíciles de controlar, pueden sentir más estrés si no parecen estar funcionando los ejercicios de respiración.
Las personas que tienen afecciones respiratorias como el asma o enfermedad pulmonar obstructiva crónica deben tener cuidado al practicar la respiración diafragmática por primera vez, ya que inicialmente puede causar respiración laboriosa y una mayor fatiga, deberán construir la práctica gradualmente para ver los beneficios. La respiración diafragmática debe realizarse con precaución en mujeres embarazadas, personas con disnea, personas con cirugías cardíacas o que se están recuperando de problemas relacionados con el corazón, personas que se recuperan de cualquier daño a la caja torácica, lesión en la columna, fracturas del hueso del collar, osteoporosis severa, lesión en el cuello o la cabeza.